# Melolontha siamensis
Melolontha siamensis är en skalbaggsart som beskrevs av Nonfried 1891. Melolontha siamensis ingår i släktet Melolontha och familjen Melolonthidae. Inga underarter finns listade i Catalogue of Life.